# Ferdinand Roybet
Ferdinand Roybet né le 12 avril 1840 à Uzès et mort le 11 avril 1920, à Paris est un peintre et graveur français.

## Biographie
Fils du cafetier Louis Charles Florent Roybet et de Françoise Cotte, installés à Lyon en 1846, Ferdinand Roybet étudie d'abord la gravure à l'École des beaux-arts de Lyon, où il entreprend son apprentissage du métier de peintre en copiant les grands maîtres flamands et italiens dès ses premières années de formation. En 1863, après la mort de son père, déjà marié avec Amélie Louise Rollion et père d'une petite fille, il s'installe à Paris pour suivre l'enseignement de Jean-Georges Vibert dont il devient l’élève préféré. Ses premières années à Paris sont matériellement très difficiles.
Il débute au Salon en 1865 avec deux œuvres intitulées Une musicienne et Intérieur de cuisine. L'année suivante, il connaît le succès en présentant son Fou sous Henri III, vêtu de rouge et tenant deux dogues en laisse. Cette œuvre, applaudie par la critique et acquise par la princesse Mathilde pour 5 000 francs, sera le début d'une très longue série de figures historicistes anecdotiques en costumes : reîtres, mousquetaires, manants et gens de cour. Cette production abondante reflète le goût de sa clientèle pour ces sujets alors à la mode. Un revenu de 25 000 francs annuels lui est assuré par contrat avec un marchand de tableaux[Lequel ?] moyennant la fourniture de trois toiles par mois.
Après la fin du siège de Paris, le peintre entreprend plusieurs voyages d'étude en Belgique et en Algérie. L'ensemble des œuvres peintes à cette occasion lui est acheté[Par qui ?] pour la somme de 100 000 francs.
La virtuosité se caractérise par une touche rapide et précise. Fort de ses succès, il s'installe dans un hôtel particulier et dépense sans compter pour collectionner des objets d'art haute époque. Ce train de vie dispendieux le conduit rapidement à de graves difficultés financières et à son expulsion par ses créanciers.
Artiste reconnu, il est nommé chevalier de la Légion d'honneur par décret du 19 juillet 1892, puis promu officier du même ordre par décret du 16 août 1900. Il compte parmi sa clientèle de nombreux amateurs célèbres et fortunés. Le milliardaire américain Cornelius Vanderbilt paie 100 000 francs ses Propos galants, toile présentée au Salon de 1893 au palais de l'Industrie, après une longue absence motivée, semble-t-il, par le désintérêt de l'artiste pour les salons d'art. Doué d'un bon talent de portraitiste, il peint de nombreux contemporains en costume d'époque, et quelques autres dans un style plus contemporain, comme le comte de Montesquiou, Madame Raymond Poincaré, le général Gallieni, Mademoiselle Juana Romani.
À la fin de sa vie, il aborde des sujets religieux et notamment une série de 22 tableaux illustrant la Passion du Christ, qui sera exposée après sa mort, au Salon de 1921. Ferdinand Roybet meurt à Paris le 11 avril 1920.
Depuis 1927, Roybet a son propre musée, le musée Roybet Fould, créé par Consuelo Fould, peintre et petite-fille du ministre des finances de Napoléon III. Installé à Courbevoie, ce musée conserve une collection d'œuvres de Roybet, léguée par la fondatrice.

## Œuvres

### Œuvres dans les collections publiques
Argentine
- Buenos-Aires, musée national des Beaux-Arts : La Main chaude,  Salon de 1894, représentant une scène de cabaret.

États-Unis
- New York, Metropolitan Museum of Art.

France
- Beauvais, musée départemental de l'Oise : 
  - Femmes dans un intérieur, dessin à la plume avec encre noire sur papier blanc[10] ;
  - Scène non identifiée, dessin à la mine de plomb sur papier blanc[11] ;
- La Boissière-École, château de La Boissière : 
  - Le Commandant Hériot, 1890, huile sur toile,  Classé MH[12] ;
  - Le Banquet des Hériot, 1892, huile sur toile,  Classé MH[13] ;
- Bordeaux, musée des beaux-arts :
  - Le Géographe, huile sur panneau de bois, 1908[14] ;
  - Tête d'homme, huile sur toile[15] ;
- Courbevoie, musée Roybet Fould :
  - Dame au costume vénitien ;
  - Portrait d'Antoine Guillemet, huile sur bois
  - Le Refus des impôts, 1909[16]
- Dijon, musée des Beaux-Arts  : Le Golgotha, huile sur panneau de bois, 1912[17] ;
- Évreux, musée d'Évreux : Portrait d'acteur, huile sur panneau d'acajou[18] ;
- Grenoble, musée de Grenoble : Un fou sous Henri III, huile sur toile, 135 × 94 cm, médaillé au Salon de 1867[19] ;
- Lille, palais des Beaux-Arts : Hallebardier Louis XIII, huile sur toile[20] ;
- Lyon, musée des Beaux-Arts :
  - Hector Brame enfant, 1878, huile sur toile[21] ;
  - Hector Brame, 1872, huile sur toile[22] ;
- Marseille :
  - musée des Beaux-Arts :
    - Les Amateurs de peinture, huile sur toile[23] ;
    - Triboulet, huile sur toile[24] ;

  - musée Grobet-Labadié :
    - Le Poète, 1866, dessin aquarellé[25] ;
    - Le Tambourinaire, dessin crayon noir sur papier blanc[26] ;
- Nîmes, musée des Beaux-Arts : Portrait de militaire, huile sur bois
- Paris :
  - musée du Louvre : 
    - Études pour un groupe de personnages en costume XVIIe siècle, dessin à la mine de plomb[27] ;
    - Charles le Téméraire entrant à Nesles, Salon de 1893, dessin à la mine de plomb, 6 × 7 m, médaille d'honneur[28] ;
    - Personnage introduit auprès de convives, dessin à la mine de plomb[29] ;
    - Tête de cheval bridé, dessin à la mine de plomb[30] ;

  - musée d'Orsay :
    - Fillette à la poupée, 1865, huile sur toile[31] ;
- Reims, musée des Beaux-Arts : 
  - Les deux Pages, huile sur toile[32] ;
  - Seigneur Louis XIII en manteau rouge, huile sur toile[33] ;
- Rouen, musée des Beaux-Arts : Tête d'enfant dit aussi Tête de jeune homme en costume Henri III, vers 1866, huile sur toile[34] ;
- Saint-Quentin, musée Antoine-Lécuyer : Portrait de flamand du XVIIe siècle, 1900, huile sur panneau de bois, d'après Un gentilhomme Louis XIII d'Antoine Guillemet, 1900[35].
- Uzès, musée Georges Borias : Portrait d'homme en mousquetaire, huile sur toile.

Grèce
- Sparte, Pinacothèque nationale : Préparation à une journée de chasse, huile sur toile, 99,5 × 64,3 cm[36].

Japon
- Tokyo, musée national de l'Art occidental : Mousquetaires jouant aux échecs, 1881, huile sur toile.

Russie
- Saint-Pétersbourg, musée de l'Ermitage[37] :
  - Page aux deux lévriers, huile sur toile ;
  - Odalisque, vers 1870, huile sur toile.

### Autres œuvres référencées
- La Sarabande, Salon de 1895, personnages vêtus à l'espagnole avec un théorbe.
- Portrait de face d'une fillette au grand col (vers 1900), huile sur toile, 50 × 45 cm, Fondation Alexandre Vassiliev[38].
- Les Savants, Salon de 1901.
- Portrait de Gustave Goetschy, Salon de 1901.

Œuvres de Ferdinand Roybet
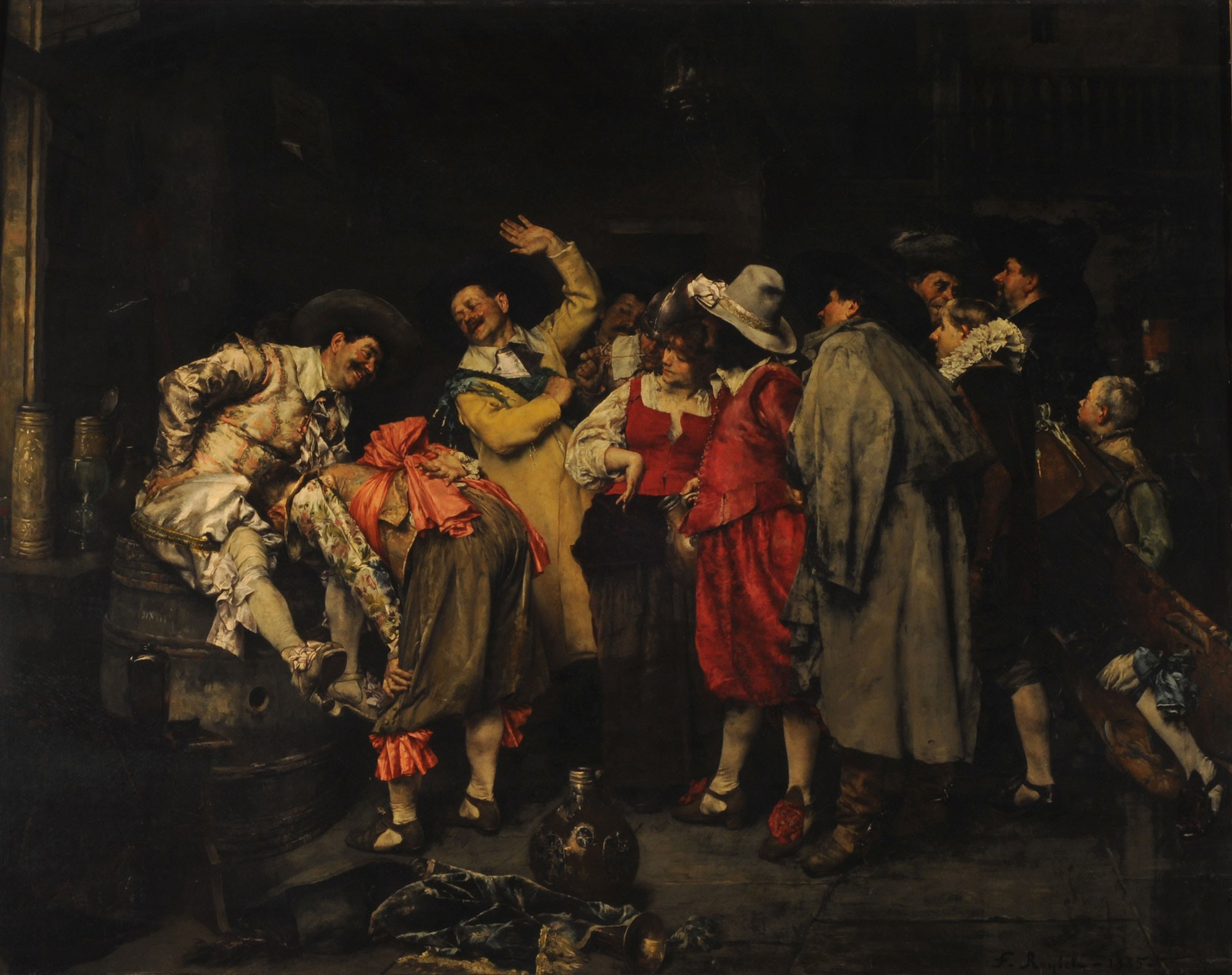
La Main chaude (1885), Buenos Aires, musée national des Beaux-Arts.
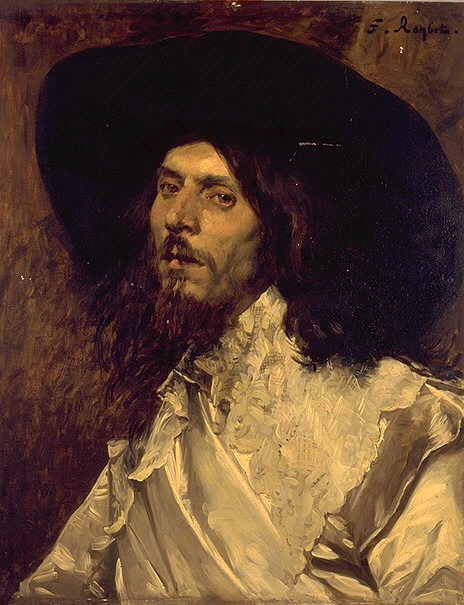
Tête d'homme (vers 1890), musée des Beaux-Arts de Bordeaux.
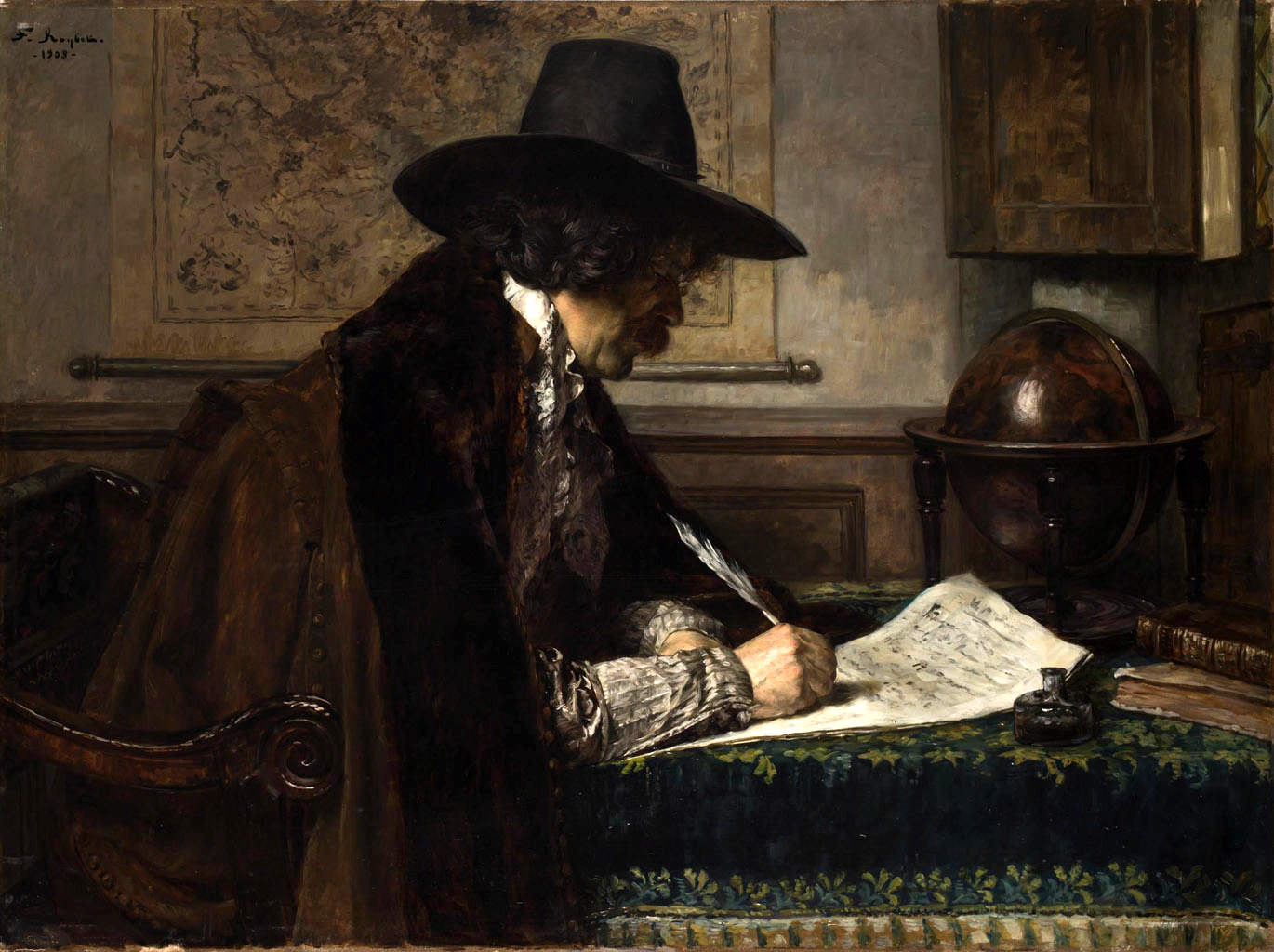
Le Géographe (vers 1890), musée des Beaux-Arts de Bordeaux.
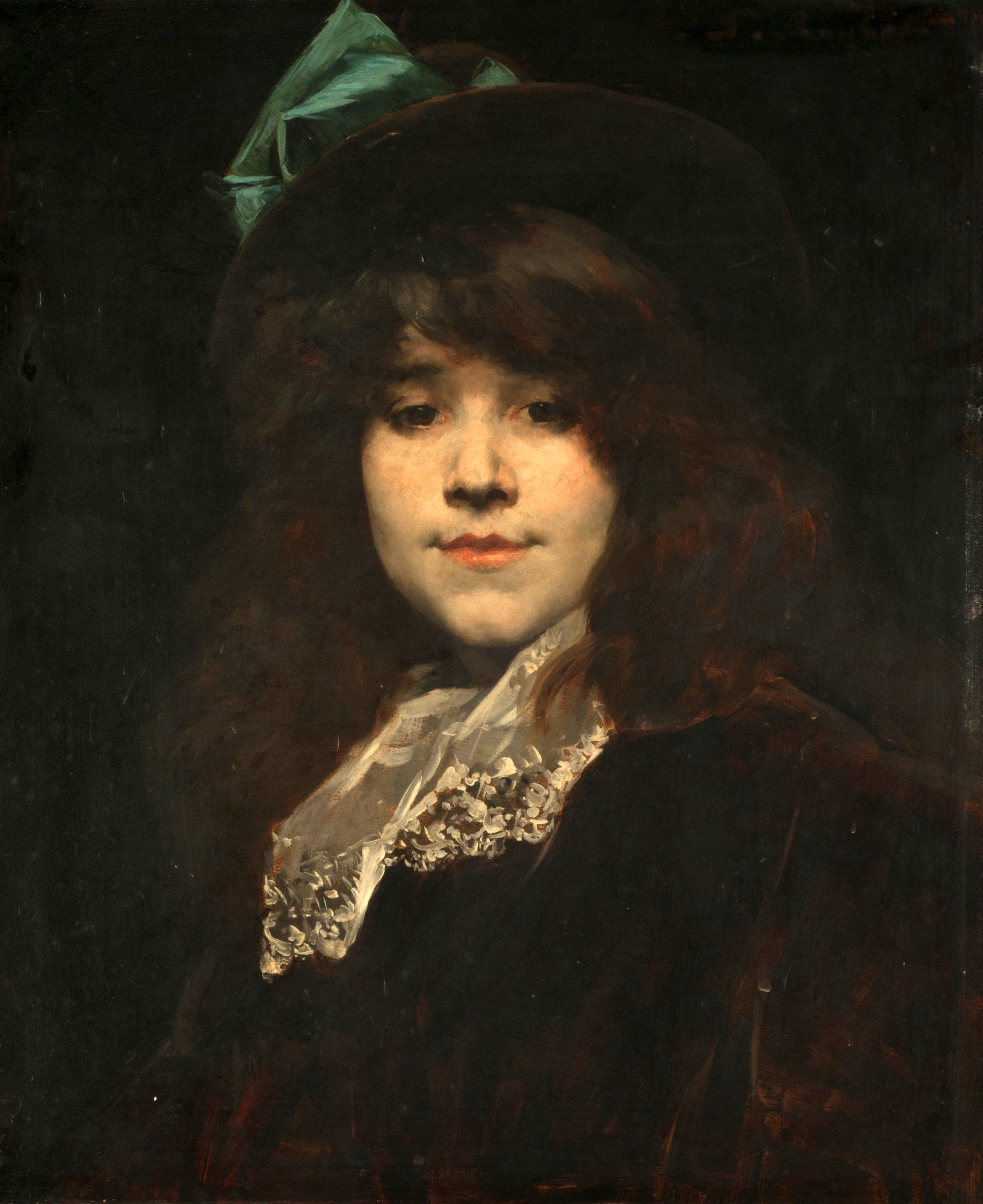
Portrait de Juana Romani (vers 1890), Buenos Aires, musée national des Beaux-Arts.
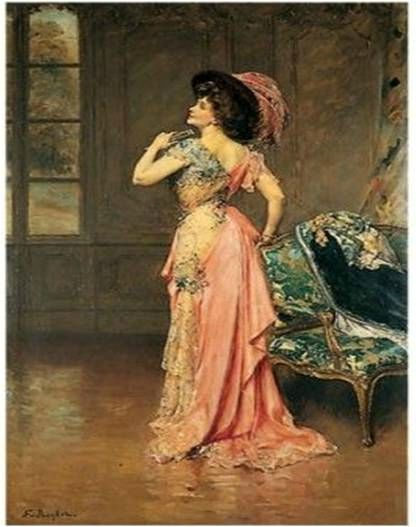
Portrait de Consuelo Fould au château de Bécon (1893), Courbevoie, musée Roybet Fould.
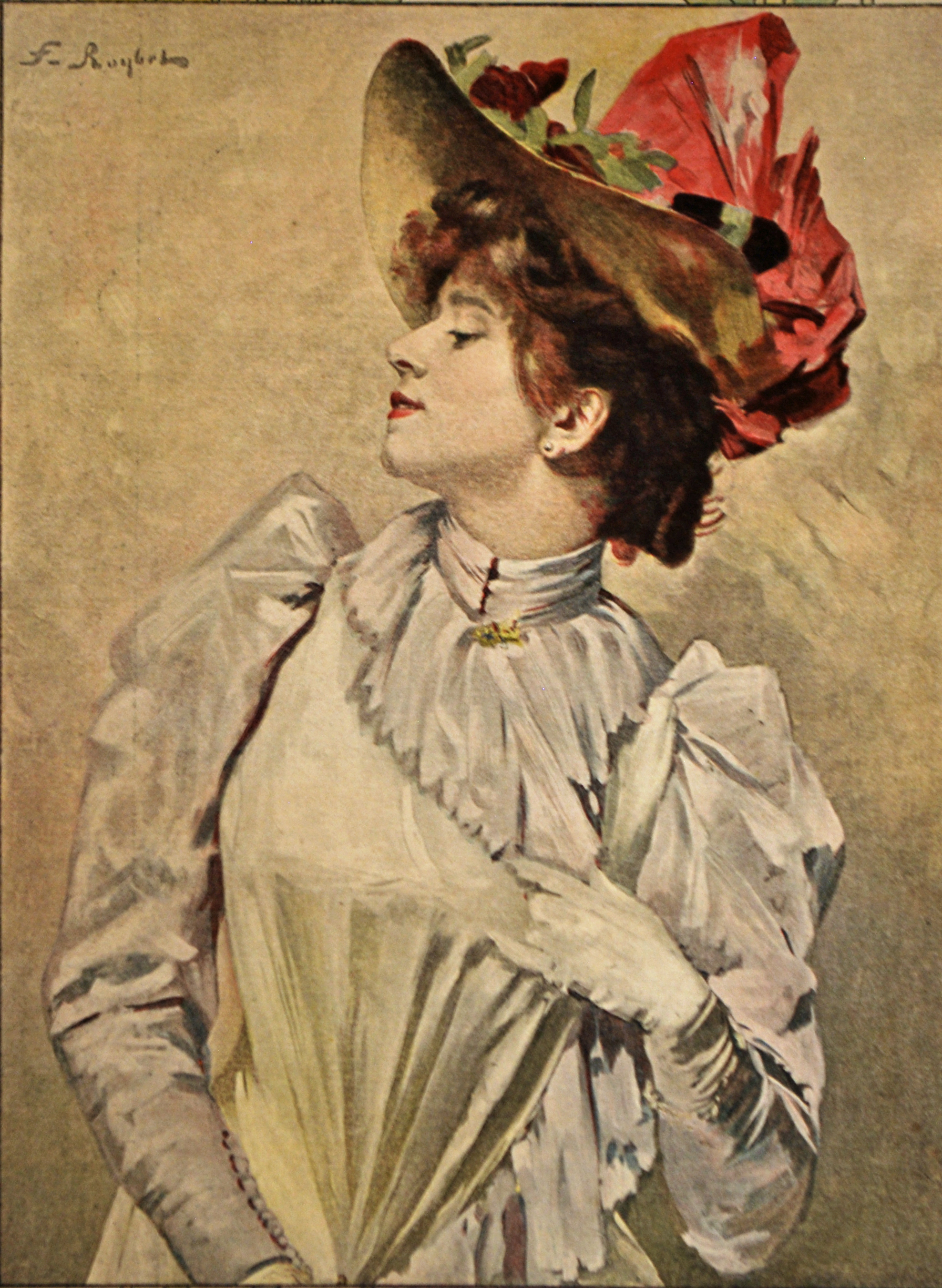
Portrait de Juana Romani (vers 1894), localisation inconnue[39].
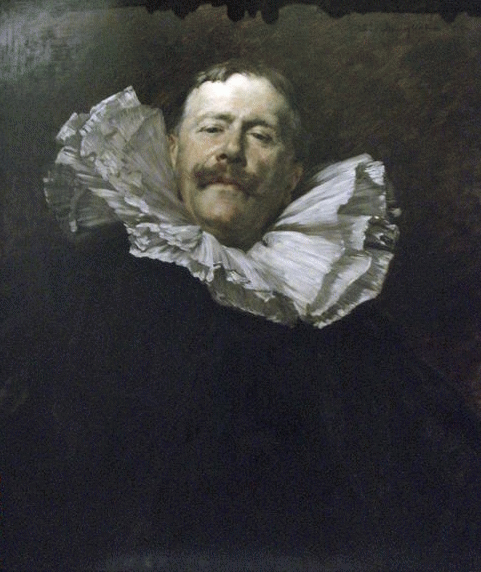
Portrait du peintre Antoine Guillemet (1899), Courbevoie, musée Roybet Fould.
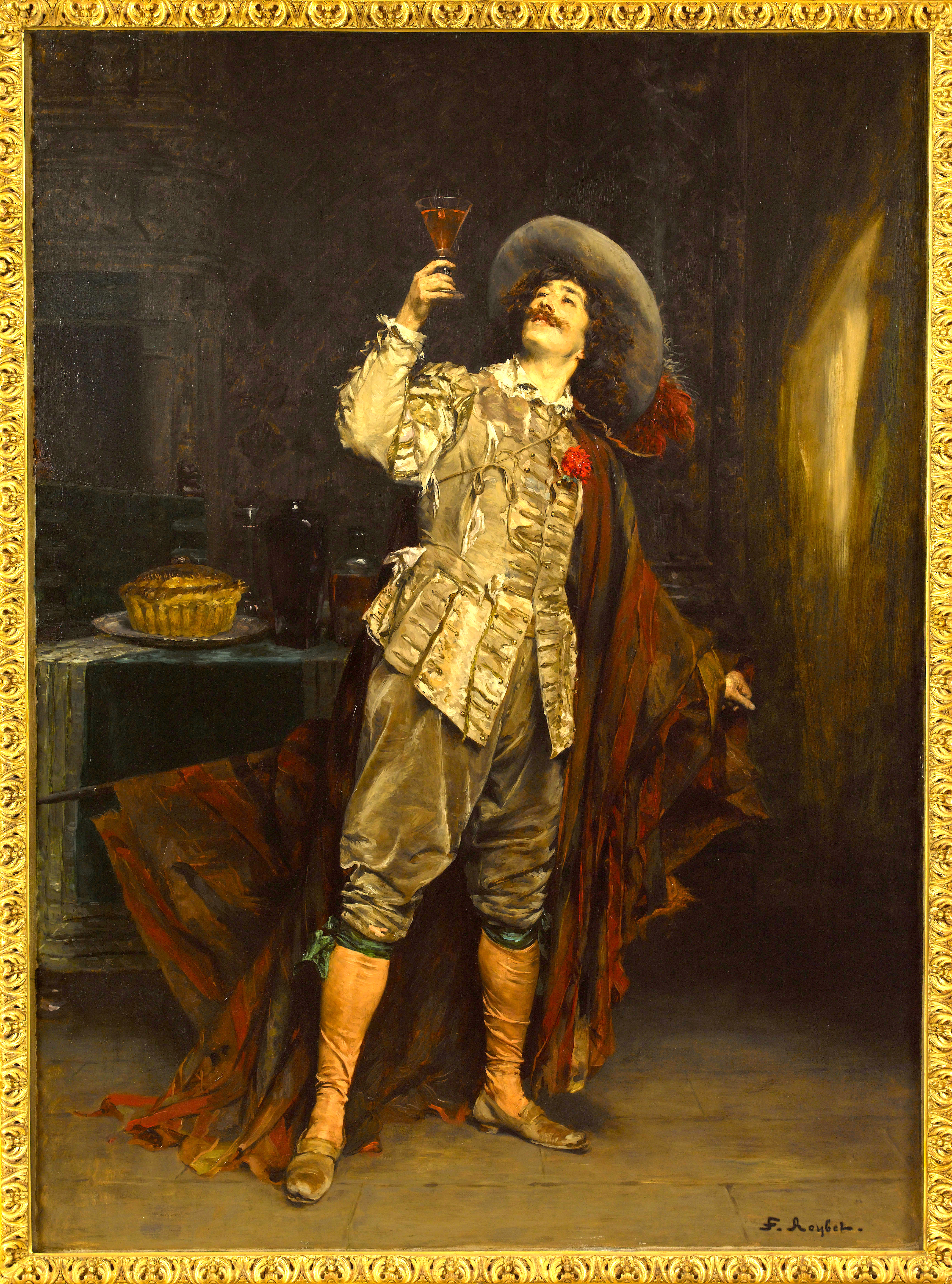
Don César de Bazan (vers 1903), Paris, maison de Victor Hugo.
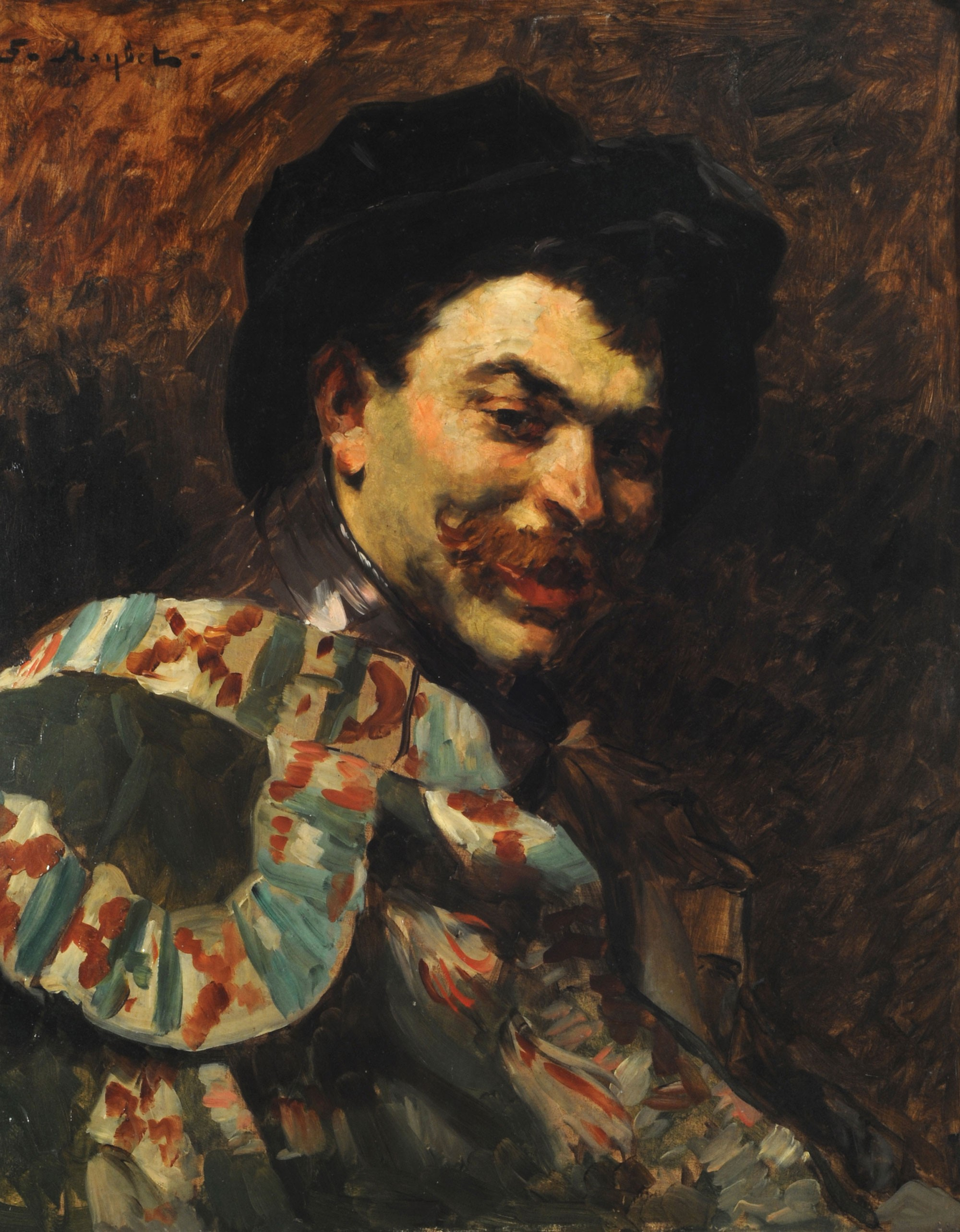
Un reitre, Buenos Aires, musée national des Beaux-Arts.
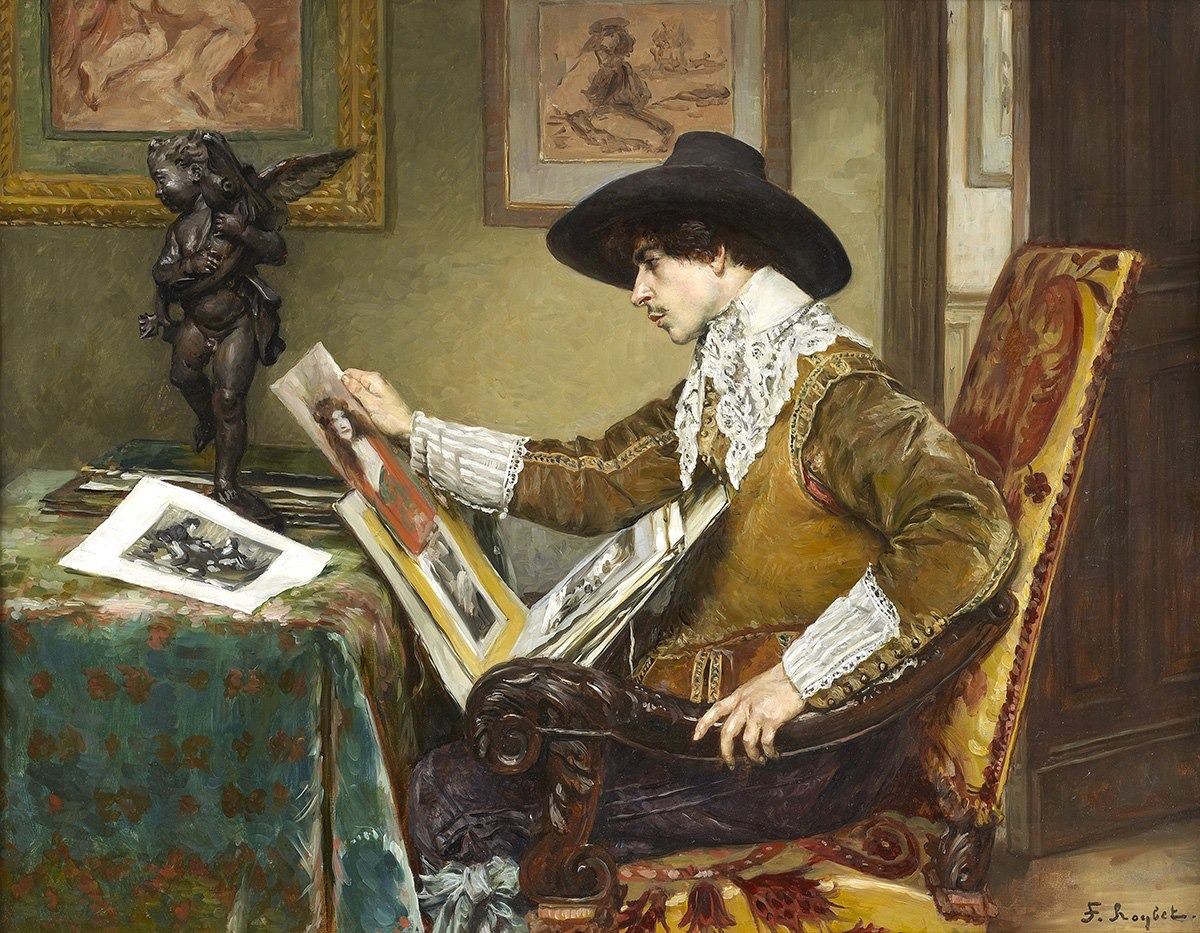
Le Connaisseur, localisation inconnue.